# 尋問
尋問、訊問（じんもん、英: Examination）とは問い尋ねることであり、特に訴訟法・裁判法の分野で、裁判官・裁判所、あるいは原告や被告、その訴訟代理人（弁護士など）、検察官や被告人、その弁護人などの訴訟当事者により、証人などに対して行われる手続きを言う。
尋問の結果として得られる供述証拠を「証言」と言う。
尋問および証言は、証人による宣誓の上で行われ、個別の法律が定める証言拒絶権の事由に該当する場合、あるいは、犯罪の自白に該当する場合を除き（自己負罪拒否特権）、拒否することはできない。
尋問は、裁判官・裁判所によって行われるものを除き、訴訟の両当事者による交互尋問で行われ、その証人を申請した側による主尋問（直接尋問とも）、相手側による反対尋問が交互に行われる。

## 慣用
転じて捜査の過程において検察官、あるいは警察官など司法警察職員による取り調べ、職務質問（かつて「不審尋問」と称した）、事情聴取などについても慣用的に「尋問」と呼ぶことがある。

### 誘導尋問
質問者が自分にとって都合の良い答えが出るように誘導することを慣用的に「誘導尋問」と言い、英語だと「Leading question（直訳すると『誘導質問』）」と言う。

## 証人喚問
証人喚問の「喚問」とは、「召喚」＋「尋問」の意であり、議会制における国政調査権の一環として、尋問が国会議員・地方議員など議員によって行われる。